# Bovenpoort
De Bovenpoort is een stadspoort aan de Bovenrij in het Belgische Herentals. Ze dateert van 1361. De gevel is bekleed met gobertange-zandsteen. Binnenin is veel ijzersteen uit de streek gebruikt. De nokhoogte van de bovenpoort is 10,60 meter en de opening is 4,7 meter hoog.
Net als de Zandpoort maakte de Bovenpoort deel uit van de omwalling van de stad. De poort is een aantal keren vervallen en heropgebouwd. De wethouders beslisten in 1754 wegens geldbrek en de gebrekkige staat om een groot deel van de poort te laten afbreken. De poorten hadden immers geen militair nut meer. In 1772 werd de poort opnieuw gerestaureerd, wat bepalend was voor het huidige uitzicht van de poort. De twee koperen vazen op het dak zijn er toen opgezet. De meest recente restauratie dateert van 2006. De Bovenpoort is een beschermd monument.

## Afbeeldingen

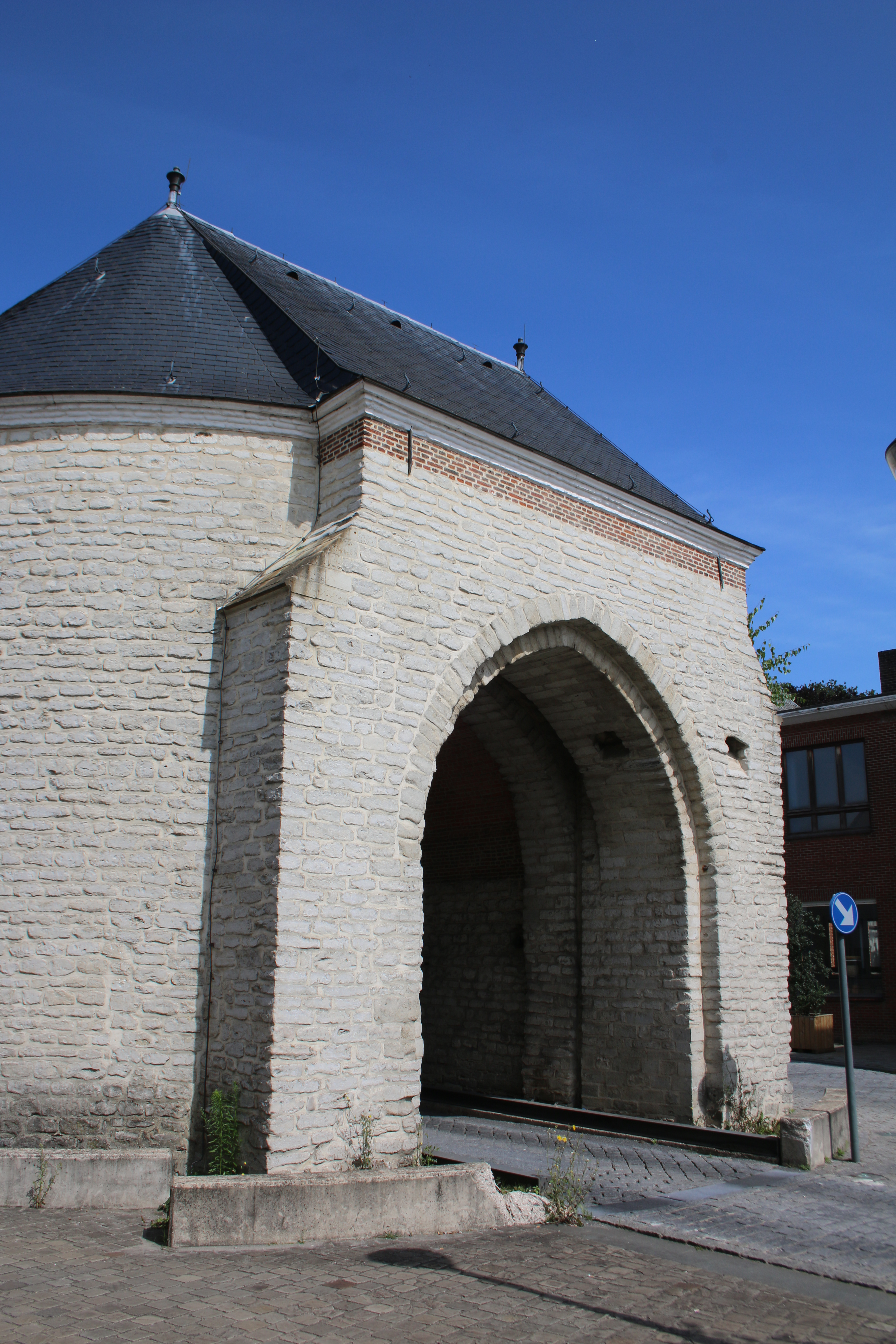
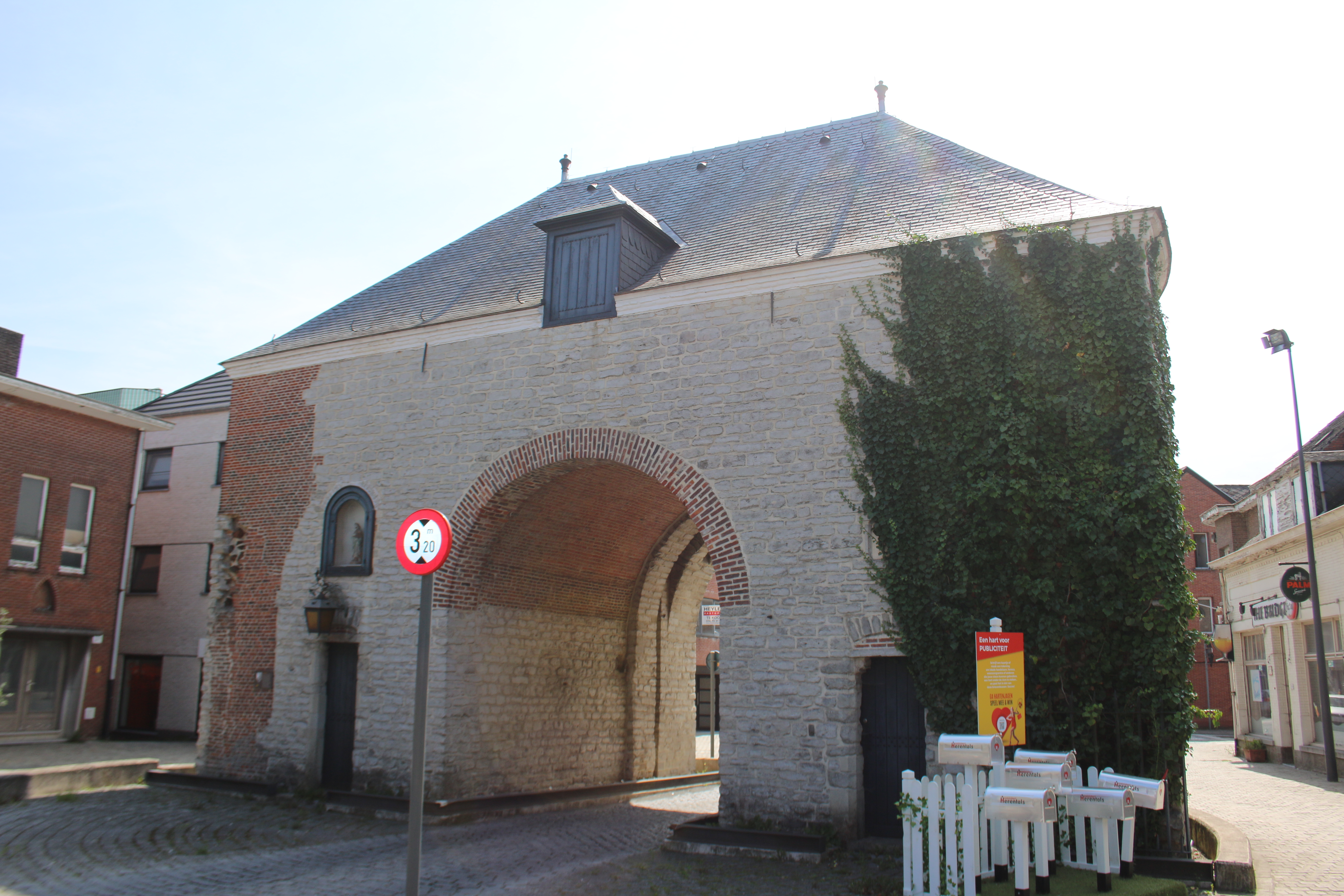
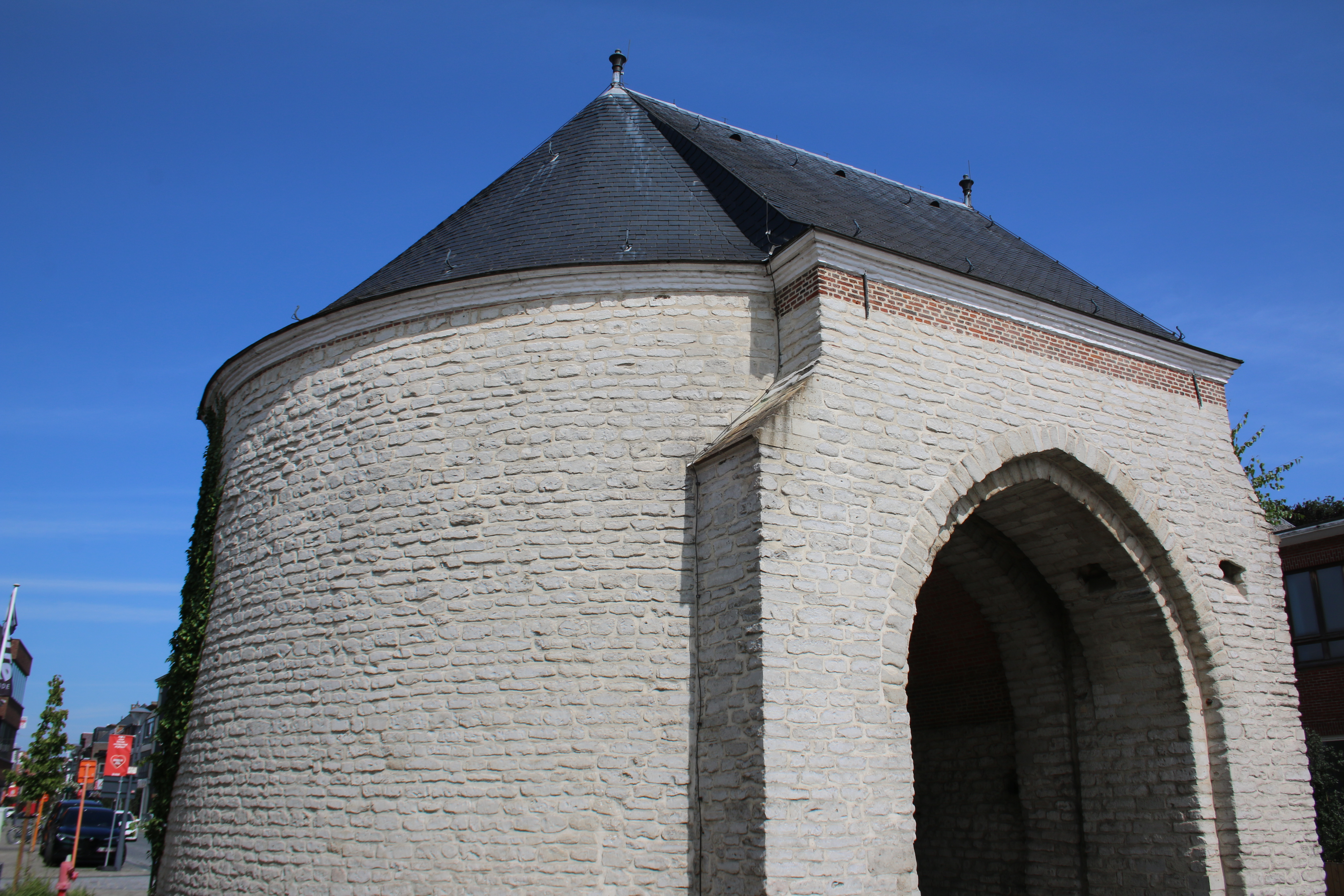